# Daniel Andersson (żużlowiec)
Daniel Andersson (ur. 27 września 1974 w Sztokholmie) – szwedzki żużlowiec.
Dwukrotny medalista Młodzieżowych Indywidualnych Mistrzostw Szwecji (Eskilstuna 1994 – złoty, Norrköping 1995 – srebrny), Indywidualny Wicemistrz Świata Juniorów (Tampere 1995), uczestnik finału Drużynowych Mistrzostw Świata (Diedenbergen 1996 – V m.), zwycięzca Memoriału im. Jana Ciszewskiego (Świętochłowice 1995).
Przez trzy sezony uczestniczył w rozgrywkach z cyklu Drużynowych Mistrzostw Polski, reprezentując kluby Falubazu Zielona Góra (1996), RKM Rybnik (1999) oraz Wybrzeża Gdańsk (2000).
Po zakończeniu kariery został menedżerem i przez dziewięć lat współpracował z zespołem Indianerna Kumla. Teraz zajmuje się rozwojem kariery swojego syna - Willy'ego Bäckström. 